# Mexicayotl

Prekolumbujski symbol powszechnie używany przez Meksykanów jako reprezentacja Ometeotla

Mexicayotl (nah. Esencja Meksykan, Meksykańskość; po hiszpańsku również Mexicanidad) – ruch dążący do odrodzenia rdzennej religii, filozofii i tradycji starożytnego Meksyku (religii i filozofii Azteków) wśród współczesnego meksykańskiego społeczeństwa.
Ruch powstał w 1950 roku z inicjatywy intelektualistów ze stolicy kraju, Meksyku, ale rozrósł się znacznie na poziomie oddolnym w późniejszym okresie, obejmując również meksykańską diasporę w Ameryce Północnej. Zwolennicy, zwani Mexicatl (liczba pojedyncza) i Mexicah (liczba mnoga) lub po prostu Mexica, wywodzą się najczęściej z miast i terenów podmiejskich.

## Historia
Ruch Mexicayotl powstał w latach 50. wraz z założeniem grupy Nueva Mexicanidad przez Antonia Velasco Piñę. W tym samym czasie Rudolf Nieva López założył Movimiento Confederado Restaurador de la Cultura del Anáhuac, którego współzałożycielem był Francisco Jimenez Sanchez, który w kolejnych latach stał się duchowym przywódcą ruchu Mexicayotl, otrzymując honorowy tytuł Tlacaelel. Miał on głęboki wpływ na kształtowanie się ruchu, zakładając w 1970 roku „In Kaltonal” („Dom Słońca”, zwany także Rodzimym Kościołem Meksyku).
Od lat 70. ruch Mexicayotl rozwija się w ramach rosnącej sieci lokalnych wspólnot i grup kultowych (zwanych calpulli lub kalpulli), a także rozprzestrzenia się pośród Meksykanów zamieszkujących w USA. Rodzimy Kościół Meksyku Sancheza, będący konfederacją kalpulli, został oficjalnie uznany przez meksykański rząd w 2007 roku.